# روسانا یانی
روسانا یانی (اسپانیایی: Rosanna Yanni‎؛ زادهٔ ۲۷ فوریهٔ ۱۹۳۸) بازیگر اهل آرژانتین است.
از فیلم‌هایی که وی در آن‌ها نقش داشته است، می‌توان به مرا ببوس هیولا و ماجراهای دو زیبارو اشاره نمود.